# Semplicità (album)
Semplicità è il terzo album dei Matia Bazar, pubblicato su vinile dalla Ariston Records (catalogo AR LP 12345) nel 1978.

## Descrizione
Raggiunge la 17ª posizione nella classifica italiana degli album più venduti del 1978.
L'album, pubblicato alcuni mesi dopo la vittoria del gruppo al Festival di Sanremo 1978, non contiene la canzone vincitrice ...e dirsi ciao presentata alla manifestazione.
(**) La versione dell'album in vinile per il mercato tedesco (Polydor Records catalogo 2374 145) del 1979 ha come seconda traccia del lato B, il brano Raggio di luna al posto di Ancora un po' di te.
Nel 1991 è stato ristampato su CD e rimasterizzato dalla Virgin Dischi (catalogo MPICD 1011 - 777 7 88071 2).

## Brani in spagnolo
Nel 1978, le versioni in spagnolo di Tu semplicità (intitolata Tu o la sencillez) e Playboy (stesso titolo) sono state inserite nell'album Sencillez insieme a traduzioni di altri successi precedenti. Quest'album è quindi una raccolta di canzoni destinate al mercato latino, non una versione spagnola dell'LP Semplicità.
Entrambi i brani saranno poi inclusi rimasterizzati nella raccolta in CD e LP Grandes éxitos (1996), e, soltanto il primo, nel doppio CD Fantasia - Best & Rarities (2011).

## Tracce
Tutti i brani sono stati scritti e composti dai componenti del gruppo: testi di Giancarlo Golzi e Aldo Stellita; musiche di Antonella Ruggiero, Piero Cassano e Carlo Marrale.
Lato A
1. Tu semplicità – 4:14
2. Soli...a volte insieme – 4:44
3. Accipicchia che nostalgia – 3:36
4. Però che bello – 4:01
5. È così – 3:35

Lato B
1. Playboy – 3:57
2. Ancora un po' di te(*) – 4:45 – Raggio di luna(**)
3. Guarda un po' – 3:00
4. È magia – 4:30
5. Occhi grandi come il mare – 4:45

## Formazione
Gruppo
- Antonella Ruggiero - voce (1-6, 8-10), percussioni, batteria (7)
- Piero Cassano - tastiere, voce
- Carlo Marrale - chitarre, voce
- Aldo Stellita - basso
- Giancarlo Golzi(*) - batteria (1-6, 8-10), voce (7)

Altri musicisti
- Archi e fiati scritti e diretti dal Maestro Gianni Faré

## Classifiche
| Classifica (1978) | Posizione raggiunta |
| ----------------- | ------------------- |
| Italia            | 12                  |